# Luminița Urs
Pour les articles homonymes, voir Urs.
Luminița Urs, née en 1969 en Roumanie, est poète, critique littéraire et traductrice roumaine francophone.

## Biographie
Après un baccalauréat en philologie, au Lycée Ady-Sincai (1987), elle obtient une maîtrise en langue et littérature roumaines et françaises à l’université Babeș-Bolyai de Cluj, en Roumanie. Elle a fait partie du groupement littéraire Echinox. Bénéficiant d’une bourse d’études du gouvernement français, à l’université Paris-Sorbonne, qui lui a permis de soutenir en 1996 un master en littérature comparée, elle vit depuis 1995 en France. Entre 1996 et 1997, elle a travaillé en tant que journaliste pigiste à Radio France internationale, section roumaine. En décembre 2004, elle devient docteur-ès-lettres de l’université de Paris IV- Sorbonne avec la mention « très honorable » (La Ville nord-américaine dans la poésie québécoise des années 1980 à 2000). Depuis 2001, elle enseigne la langue et la littérature françaises, ainsi que le français langue seconde dans l'académie de Versailles et poursuit son travail d'écriture et la recherche en littératures françaises et francophones.

## Publications

### Livres
- Singurătatea tatălui meu (La solitude de mon père). Poésies. Éditions Marineasa, Timișoara, 1997.

- Live. Recueil bilingue, franco-roumain. Poésies. Éditions Grinta, Cluj-Napoca, 2008.

- Les Chants nocturnes (Cîntece nocturne), poésie et Le livre des vagues (Cartea valurilor), roman (en cours).

### Volumes collectifs
- Vivre l'Amérique : New York dans la poésie de Jean-Paul Daoust, dans Culture québécoise et valeurs universelles, Sous la direction de Yvan Lamonde et Jonathan Livernois, 2010, Presses de l'université Laval, Québec, Canada, p. 135-145.
- Montréal : une ville « apprivoisée » ? Le cas des poètes italo-québécois, dans Rémanences, espérances et valeurs canadiennes / Canadian Ghosts, Hopes and Values, Sous la direction de Maciej Abramowicz et Joanna Durczak, 2008, université Marie Curie, Lublin, Pologne, p. 215-225.
- De l’ouverture à l’intime : les avatars de la rue chez les poètes québécois des années 1980, dans Stratégies du mouvement et du franchissement. La rue et le pont au Canada, Sous la direction de Marie-Lyne Piccione et Bernadette Rigal-Cellard, 2008,  Presses Universitaires de Bordeaux, France, p. 45-50.
- Fulvio Caccia et l’écriture migrante : le modèle italo-québécois, dans Eidôlon, Cahiers du Laboratoire Pluridisciplinaire de Recherches sur l’Imaginaire appliquées à la Littérature, N° 80, 2007, Presses universitaires de Bordeaux, France, p. 57-67.
- Variations automnales dans la poésie de Jacques Brault, dans L’Automne, études réunies par Alain Montandon, 2007, Presses universitaires Blaise-Pascal, Clermont-Ferrand, France, pp. 151-157.
- La chambre : un archétype intime dans la poésie québécoise des années 1980 à 2000, dans SCL / ELC, Studies in Canadian Literature/ Études en Littérature canadienne, Volume 30, N° 1, 2005, université du Nouveau-Brunswick, Canada, pp. 198-210.
- La vision théâtrale de la mort dans  Cimetières : la rage muette  de Denise Desautels dans Sextant, Revue du Groupe interdisciplinaire d’Études sur les Femmes, n° 17-18, 2002, Presses de l’ULB, Bruxelles, Belgique, pp. 123-128 .
- Claude Beausoleil : la représentation de la ville dans  Une certaine fin de siècle  dans  Anuari de Filologia, Volume XXII, N° 10, 2000, université de Barcelone, Espagne, pp. 99-106.

### Périodiques
- Des livres méchants et non seulement ou comment rater le Prix Goncourt ?  dans Steaua (L'Étoile), Revue de littérature, art et culture, N° 1, 2002, Cluj-Napoca, Roumanie (Michel Houellebecq,  Plateforme), p. 46
- Quatre poèmes, Texte original roumain et traduction française dans La Corne de brume, Revue du C.R.A.M., N° 1, novembre 2002, Université de Paris IV-Sorbonne, Paris, France
- Les rêveries d’un psychanalyste : J.-B. Pontalis  dans Steaua (L’Étoile), N° 4, 2001, Cluj-Napoca, Roumanie, p. 27-28
- Des prix et des primes, Steaua (L’Étoile), N° 2, 2001, Cluj-Napoca, Roumanie (Jean-Jacques Schuhl,  Ingrid Caven, Ahmadou Kourouma,  Allah n’est pas obligé )
- Poèmes dans Vatra (L’Atre), Revue de culture, N° 1, 2001, Târgu Mureș, Roumanie
- La poésie québécoise à Lyon dans France-Québec Magazine, N° 115, Hiver, 1999, Paris, p. 24-25.
- Poésies dans L’Aquarium, Revue d’art et de littérature des Élèves de l’Ecole Normale Supérieure, mars 2000, Paris, France
- Nobel pour un homme seul dans Steaua (L’Étoile), N° 11-12, 2000, Cluj-Napoca, Roumanie (Gao Xingjian,  Le livre d’un homme seul, Paul Ricœur,  La mémoire, l’histoire, l’oubli, Pierre Sansot,  Du bon usage de la lenteur), p. 59 ; 64.
- Elle a publié dans plusieurs revues littéraires roumaines (Vatra, Familia, Echinox, Steaua, Tribuna, Euphorion, Zburatorul, Poesis, Arca , Verso ).

### Traductions
- Peter Pan  de Philippe Forest dans Dictionnaire des mythes d’aujourd’hui, Monaco, Éditions du Rocher, 1999, Traduction en roumain dans Steaua (L’Étoile), N° 7-8, 2001, Cluj-Napoca, Roumanie, p. 48-51
- Fulvio Caccia : La société de l’avenir est celle qui peut se raconter autrement à tous les niveaux, Interview et poèmes en roumain de Luminița Urs dans Vatra (L’Atre), N° 2, 2000, Târgu Mureș, Roumanie, p. 60-63
- Voix poétiques du Québec contemporain (Lucien Francœur, Jean-Paul Daoust, Denis Vanier, Claude Beausoleil, Yolande Villemaire), Traduction en roumain et présentation  de Luminița Urs dans Familia (La Famille), Revue de culture, N° 9, septembre 1998, Oradea, Roumanie
- Aimé Césaire, Choix de poèmes, Traduction et présentation de Luminița Urs, dans Familia, N° 11-12, novembre/ décembre 1996, Oradea, Roumanie.

## Textes traduits
- Ses vers ont été traduits en français, en allemand, en espagnol et en hongrois.

### Anthologies et dictionnaires
- Streiflicht. Eine Auswahl Rumänischer zeitgenössischer Lyrik, Anthologie, Traduction en allemand de Wilhelm Schenk et Simone R. Schenk, Dionysos Verlag, Kastellaun, Allemagne, 1994, pp. 160-161.
- Bestiarium (Ruxandra Cesereanu, Adrian Suciu, Luminita Urs, Radu Afrim), Anthologie, Centrul Cultural Arcus, Covasna, Roumanie, 1998.
- Dictionar de poeti. Clujul contemporan (Dictionnaire des poètes de Cluj d'aujourd'hui), coordonné par Petru Poantă, Éditions Clusium, Cluj-Napoca, 1999, p. 199.
- Scriitori români din anii 80-90 (Écrivains roumains des années 80-90), coordonné par Ion Bogdan Lefter, Éditions Paralela 45, Bucarest, 2001, pp. 258-259.
- Irina Petras, Vitraliul si fereastra, Poeti români contemporani, Editura Şcoala Ardeleană, Cluj-Napoca, 2015.